# XV Concurs de castells de Tarragona
El XV Concurs de castells de Tarragona tingué lloc el 2 d'octubre del 1994 a la plaça de braus de Tarragona, actual Tarraco Arena Plaça. Fou el vint-i-novè concurs de castells de la història. Hi participaren 23 colles. Aquesta fou la darrera edició en què el Consell Municipal de Castells de l'Ajuntament de Tarragona convidaria totes les colles del món casteller a participar-hi, per bé que algunes d'elles com els Minyons de Terrassa i els Bordegassos de Vilanova hi renunciaren.

## Resultats

### Classificació
| Resultat              |
| --------------------- |
| Descarregat (D)       |
| Carregat (C)          |
| Intent (I)            |
| Intent desmuntat (ID) |

En el XV Concurs de castells de Tarragona hi van participar 23 colles.
Llegenda
a: amb agulla o pilar al mig
f: amb folre
fm: amb folre i manilles
ps: aixecat per sota
| Pos. | Colla                              | 1a ronda | 2a ronda  | 3a ronda  | 4a ronda   | 5a ronda  | 6a ronda  | Punts  |
| ---- | ---------------------------------- | -------- | --------- | --------- | ---------- | --------- | --------- | ------ |
| 1    | Colla Vella dels Xiquets de Valls  | 4de9f    | 5de8      | 3de9f     | 2de9fm(i)  | —         | —         | 18.220 |
| 2    | Colla Jove Xiquets de Tarragona    | 3de9f    | 4de9f(i)  | 4de9f     | 5de9f(i)   | 5de8      | —         | 18.207 |
| 3    | Colla Joves Xiquets de Valls       | 3de9f    | 4de9f(c)  | 5de8      | 2de9fm(id) | —         | —         | 17.738 |
| 4    | Castellers de Vilafranca           | 4de9f    | 3de9f(i)  | 2de8f     | 3de8       | —         | —         | 14.140 |
| 5    | Xiquets de Tarragona               | 2de7     | 4de8      | 3de8      | —          | —         | —         | 8.897  |
| 6    | Xiquets de Reus                    | 4de8     | 3de8(c)   | 2de7      | —          | —         | —         | 8.540  |
| 7    | Castellers de Barcelona            | 3de7ps   | 4de8      | 2de7      | —          | —         | —         | 7.197  |
| 8    | Castellers de Terrassa             | 4de8(id) | 4de8      | 3de8(id)  | 3de8(i)    | 5de7      | 3de7      | 5.830  |
| 9    | Xiquets del Serrallo               | 3de7     | 4de7a     | 2de7(c)   | —          | —         | —         | 4.639  |
| 10   | Castellers de Cornellà             | 4de7a    | 5de7      | 3de7      | —          | —         | —         | 4.340  |
| 10   | Colla Nova del Vendrell            | 5de7     | 4de7a     | 2de7(i)   | 3de7       | 3de7ps(i) | 3de7ps(i) | 4.340  |
| 10   | Nens del Vendrell                  | 4de7a    | 3de7ps(i) | 3de7ps(i) | 3de7       | 5de7      | 4de8(i)   | 4.340  |
| 10   | Castellers de Sant Pere i Sant Pau | 4de8(i)  | 5de7      | 4de7a     | 4de8(i)    | 3de7      | —         | 4.340  |
| 14   | Xiquets de la Vila d'Alcover       | 5de7     | 4de7a(c)  | 4de7      | 3de7       | —         | —         | 4.120  |
| 15   | Castellers de Castelldefels        | 4de7a    | 5de7(c)   | 3de7      | —          | —         | —         | 4.097  |
| 16   | Xics de Granollers                 | 3de7     | 5de7(c)   | 4de7(i)   | 4de7(c)    | —         | —         | 3.446  |
| 17   | Xiquets de Vila-seca               | 2de6     | 4de7      | 3de7      | 4de7a(c)   | 3de7ps(i) | —         | 3.400  |
| 18   | Ganxets de Reus                    | 4de7a(c) | 3de7      | 4de7      | 3de7ps(i)  | 3de7ps(i) | —         | 3.397  |
| 19   | Castellers de Sants                | 4de7     | 3de7      | 2de6      | —          | —         | —         | 2.780  |
| 19   | Xicots de Vilafranca               | 4de7     | 2de6      | 3de7      | —          | —         | —         | 2.780  |
| 19   | Nois de la Torre                   | 3de7     | 4de7a(i)  | 4de7      | 2de7(i)    | 2de6      | —         | 2.780  |
| 22   | Colla Jove de Castellers de Sitges | 2de6     | 3de7      | 4de7(c)   | —          | —         | —         | 2.600  |
| 23   | Vailets de Gelida                  | 4de7     | 2de6      | 3de7(i)   | 3de6       | —         | —         | 1.680  |

### Estadística
La següent taula mostra l'estadística dels castells que es van provar al concurs de castells. Apareixen ordenats segons la taula de puntuacions del XV Concurs de castells de Tarragona.
| Núm.        | Castell                     | Descarregat | Carregat | Intent | Intent desmuntat | Total |
| ----------- | --------------------------- | ----------- | -------- | ------ | ---------------- | ----- |
| 1           | 5 de 9 amb folre            | –           | –        | 1      | –                | 1     |
| 2           | 2 de 9 amb folre i manilles | –           | –        | 1      | 1                | 2     |
| 3           | 3 de 9 amb folre            | 3           | –        | 1      | –                | 4     |
| 4           | 4 de 9 amb folre            | 3           | 1        | 1      | –                | 5     |
| 5           | 5 de 8                      | 3           | –        | –      | –                | 3     |
| 6           | 2 de 8 amb folre            | 1           | –        | –      | –                | 1     |
| 7           | 3 de 8                      | 2           | 1        | 1      | 1                | 5     |
| 8           | 4 de 8                      | 4           | –        | 3      | 1                | 8     |
| 9           | 2 de 7                      | 3           | 1        | 2      | –                | 6     |
| 10          | 3 de 7 aixecat per sota     | 1           | –        | 7      | –                | 8     |
| 11          | 5 de 7                      | 1           | –        | –      | –                | 1     |
| 12          | 4 de 7 amb l'agulla         | 6           | 3        | 1      | –                | 10    |
| 13          | 3 de 7                      | 15          | –        | 1      | –                | 16    |
| 14          | 4 de 7                      | 8           | 1        | 1      | –                | 10    |
| 15          | 2 de 6                      | 6           | –        | –      | –                | 6     |
| 16          | 3 de 6                      | 1           | –        | –      | –                | 1     |
| Total       | Total                       | 61          | 10       | 23     | 0                | 94    |
| Percentatge | Percentatge                 | 47,8%       | 30,4%    | 17,4%  | 0%               | 100%  |